# 川之江站
川之江站（日语：／ Kawanoe eki */?）是位於日本愛媛縣四國中央市川之江町，隸屬於四國旅客鐵道（JR四國）的鐵路車站。車站編號為Y22。本站是特急列車的停車站。因未合併前的川之江市是日本重要的造紙業和紙品加工業的地區之一，因此車站上的站牌標示為「街道被紙覆蓋的車站」（街中すっぽり紙の駅）。
列車由此站起正式進入愛媛縣範圍，亦是愛媛縣最東邊的車站。又與鄰站伊予三島站成為予讚線上唯一所有特急列車連續停靠的相鄰車站。

## 車站結構
現時使用中的站房為第二代站房，是由鋼筋及混凝土所建成的兩層高建築物。所有車站設施均設於地下，包括設有綠窗口的售票處、候車大堂、自動售票機及洗手間。JR四國旗下的子公司四國便利商店及麵包店Willie Winkie均進駐在此；二樓則全作為業務用途。第一代站房則是單層木製建築。
站內設有島式月台一座，共提供1面2線的配置，有效長度為8輛。月台和站房以行人天橋連接，設於月台中央稍向伊予三島站方向。並且可以直達月台的兩邊。月台上設有大面積的上蓋、等候座椅及自動售賣機，但向箕浦站方向的3輛月台長度月台則沒有裝上任何設施。
路軌方面，靠近站z熬邊的1號月台為主線，如不需要避車時，則上、下行列車皆使用此月台，2號月台則只在避車時使用，亦只限於下行方向。本站設有不少的側軌，其中1號月台及站房之間有1條貫通側線（因此由閘口至天橋口間的通道需加裝圍欄）及1條截斷式側線；而2號月台旁亦有2條貫通式側線，並仍遺留貨物月台的痕跡。

### 月台配置
| 月台 | 路線    | 方向 | 目的地                             |
| ---- | ------- | ---- | ---------------------------------- |
| 1、2 | ■予讚線 | 上行 | 觀音寺、多度津、高松、岡山方向     |
| 1、2 | ■予讚線 | 下行 | 新居濱、伊予西條、松山、宇和島方向 |

## 歷史
- 1916年4月1日：開業。
- 1987年4月1日：日本國鐵分割民營化，車站經營權由JR四國繼承。

## 利用狀況
| 乗車人員推算 | 乗車人員推算 |
| 年度         | 1日平均人數  |
| ------------ | ------------ |
| 2000         | 788          |
| 2001         | 761          |
| 2002         | 746          |
| 2003         | 751          |
| 2004         | 737          |
| 2005         | 703          |
| 2006         | 711          |
| 2007         | 678          |
| 2008         | 647          |
| 2009         | 589          |
| 2010         | 561          |
| 2011         | 545          |

## 相鄰車站
四國旅客鐵道
■予讚線
- 特急「潮風」「石槌」「Midnight EXP高松」「Morning EXP高松」停靠站

■快速「Sunport」、■普通
箕浦（Y21）－川之江（Y22）－伊予三島（Y23）

## 外部連結
- JR四國川之江站官方網頁。